# تحالف كاليفورنيا ضد الاعتداء الجنسي
تحالف كاليفورنيا ضد الاعتداء الجنسي (بالإنجليزية:California Coalition Against Sexua) تأسست في عام 1980م، والائتلاف كاليفورنيا ضد الاعتداء الجنسي هي جمعية عضوية مراكز أزمات الاغتصاب وبرامج الوقاية من الاعتداء الجنسي في ولاية كاليفورنيا، في الولايات المتحدة الأمريكية. تحالف كاليفورنيا هو المنظمة الوحيدة على مستوى الولاية في ولاية كاليفورنيا الذي هو تعزيز السياسة العامة والدعوة والتدريب والمساعدة التقنية في قضية الاعتداء الجنسي غرض وحيد. أعضاء الابتدائي تحالف كاليفورنيا هي مراكز أزمات الاغتصاب وبرامج الوقاية من الاغتصاب في الدولة. يوجد التخالف أيضا أعضاء التابعة لها والتي تشمل المنظمات والشركات والأفراد وغيرهم من الملتزمين مهمتهم ورؤيتهم للقضاء على العنف الجنسي.

## روابط خارجية
- California Coalition Against Sexual Assault
- PreventConnect: An Online Community to Prevent Sexual Assault and Relationship Violence